# Landessozialgericht Brandenburg
Das Landessozialgericht Brandenburg war von 1992 bis zum 30. Juni 2005 das obere Gericht für die Sozialgerichtsbarkeit des Landes Brandenburg. Es ging durch eine Fusion mit dem Landessozialgericht Berlin im Landessozialgericht Berlin-Brandenburg für die beiden Länder Berlin und Brandenburg auf.

## Aufgaben und Funktion
Das Landessozialgericht Brandenburg war von 1992 bis 2005 das  Berufungs-  und  Beschwerdegericht  in  der  Sozialgerichtsbarkeit für das Bundesland Brandenburg.

## Gerichtssitz und -bezirk
Das Gericht wurde aufgrund  des  Gesetzes  zur  Errichtung  der  Sozialgerichtsbarkeit  im  Land Brandenburg vom 3. März 1992 errichtet. Es hatte seinen Sitz in Potsdam.
Der Gerichtsbezirk umfasste das Gebiet des Bundeslandes Brandenburg.

## Leitung
- Ab 15. Juli 1993: Hans-Hartmut Weisberg, * 3. Januar 1949
- 1. Mai 1997 bis 1. Juli 2005: Jürgen Blaesing, * 26. Oktober 1943